# Rhagio zhejiangensis
Rhagio zhejiangensis är en tvåvingeart som beskrevs av Yang 1989. Rhagio zhejiangensis ingår i släktet Rhagio och familjen snäppflugor. Inga underarter finns listade i Catalogue of Life.